# Ein Weihnachten in Småland vor langer Zeit
Ein Weihnachten in Småland vor langer Zeit, auch Wie wir in Småland Weihnachten feierten (schwedisch En jul i Småland för länge sen) ist eine Geschichte von Astrid Lindgren. Die Geschichte erschien erstmals in der Anthologie Weihnachten, als ich klein war (Originaltitel: En jul när jag var liten). Es ist die letzte Geschichte, die Lindgren schrieb. Danach beendete sie ihre Karriere als Schriftstellerin.
Im September 2021 erschien die Geschichte unter dem Titel Wie wir in Småland Weihnachten feierten auch als Bilderbuch. Illustriert wird die Erzählung von Cecilia Heikkilä.

## Inhalt
Als ihr Vater in die Wälder hinausgeht, um einen Tannenbaum für Weihnachten zu besorgen, möchten der siebenjährige Gunnar und die sechsjährige Astrid unbedingt mitkommen. Der Vater möchte die beiden zunächst nicht mitnehmen, gibt aber schließlich nach. Als Astrid und Gunnar durch den knietiefen Schnee stapfen, merken sie, dass der Weg doch etwas anstrengender ist als sie gedacht hatten. Dann verliert Astrid ihren Vater und ihren Bruder aus den Augen. Sie bekommt Angst, schreit und weint. Da erscheint Gunnar plötzlich und fragt, was los ist. Astrid ist die ganze Sache peinlich und so sagt sie nur, dass sie an etwas Trauriges gedacht habe. Ihre Mutter und die Mägde bereiten derweil in der Küche alles vor. Dort sieht es so unordentlich aus, dass Astrid glaubt, dass die Küche niemals bis Heiligabend fertig ist. Dann schmücken Gunnar und Astrid den Weihnachtsbaum, während sie ihre zweijährige Schwester Stina beobachten. An Heiligabend singen die Kinder mit ihren Eltern Weihnachtslieder und hören Geschichten aus der Bibel. Astrid bekommt ein „Seligkeitsding“, wunderschöne Stiefel von ihrer Großmutter. Am ersten Weihnachtstag geht es für die Kinder zur Kirche. Am zweiten Weihnachtstag fährt die Familie zum Weihnachtsessen zu Verwandten.

## Hintergrund
In Ein Weihnachten in Småland vor langer Zeit gibt die Schriftstellerin Astrid Lindgren ein eigenes Weihnachtserlebnis aus dem Jahr 1913 wieder. Lindgren war damals sechs Jahre alt. Die deutsche Übersetzung stammt von Anna-Liese Kornitzky.
Im Schwedischen wurde Astrid Lindgrens Geschichte von Ilon Wikland mit bunten Bildern illustriert, im Deutschen von Peter Knorr mit schwarz–weiß Bildern. Das Bilderbuch aus dem Jahr 2021 wurde von Cecilia Heikkilä  illustriert.
In der Geschichte fragt Gunnar Astrid, ob sie glaubt ein Seligkeitsding zu bekommen, etwas so schönes, dass sie ganz selig würde. Über Seligkeitsdinge spricht Astrid Lindgren in vielen ihrer Erzählungen, so zum Beispiel Madita.
Einige Worte in der Geschichte, darunter „stolleprov“ und „salighetssak“, wurden im småländischen Dialekt geschrieben.
Lindgren war 85 Jahre alt, als sie die Geschichte schrieb. Es ist die letzte Geschichte von Astrid Lindgren, bevor diese ihre Karriere als Schriftstellerin beendete. Lange galt die Geschichte auch als ihre letzte Veröffentlichung. Als ihren allerletzten Text schrieb sie jedoch später noch Eine Reise in Geschichten: von Junibacken bis Nangilima (Sagoresan: från Junibacken till Nangilima), in dem sie ihre wichtigsten Erzählungen für den Geschichtenzug im Junibacken Museum in Stockholm zusammenfasste.
Bereits 1949 schrieb Lindgren eine ähnliche Weihnachtserinnerung. In der Zeitschrift Allers Julnummer 1949, Ausgabe 52 beschrieb Lindgren ihr glücklichste Weihnachtsfest ihrer Kindheit. Die Erzählung wurde unter dem Titel Jul i Vimmerby (Weihnachten in Vimmerby) veröffentlicht. Auch in dieser Erinnerung gibt es am Tag vor Heiligabend ein hoffnungsloses Durcheinander, so dass Astrid Lindgren glaubte alles würde nicht rechtzeitig fertig sein. Außerdem berichtet Lindgren auch in dieser Erzählung, wie sie sich über die neuen Stiefel zu Weihnachten gefreut hat.

## I en djup, oändlig skog (Lied)
Die Geschichte beginnt mit einem Liedtext. Der Text wurde von Carl Olof Rosenius geschrieben und heißt I en djup, oändlig skog (deutsch: In einem tiefen, endlosen Wald). Die Musik zu dem Lied wurde im Jahr 1850 von Oscar Ahnfelt komponiert.
Das Lied enthielt in der ursprünglichen Fassung zwei Strophen mehr. Das Weglassen dieser beiden Strophen ändert die Bedeutung des Lieds enorm. In Astrid Lindgrens Version des Lieds geht es um ein Kind, das sich im dunklen Wald verirrt und schließlich zu dem Haus seines Vaters zurückfindet. Mit den, von Astrid Lindgren weggelassenen, Strophen verlieh Carl Olof Rosenius dem Lied eine christlich religiöse Note. So schrieb er von den Kindern Gottes, die oft tief durch die Dunkelheit wandern, sich aber immer darauf verlassen können, dass Gott ihr ewig treuer Vater blieb und ihnen Licht und Trost spendet. Astrid Lindgrens Version hingegen weist keinerlei religiöse Bezüge auf.
Dieses Lied erscheint auch in anderen Werken von Astrid Lindgren. So singen es Pippi, Tommy und Annika, in der schwedischen Version des Films Pippi außer Rand und Band, als Straßenmusiker, um so zu versuchen Geld für ihre Reise zu bekommen. Das Lied ist auch auf dem schwedischen Soundtrack zum Film zu finden. In der deutschen Version wurde das Lied mit einem anderen ersetzt. So singen die drei Freunde anstatt dessen Wir sind drei arme Waisenkinder auf der Walze.
Außerdem singt Kajsa das Lied in Astrid Lindgrens Kurzgeschichte Sakletare (Sachensucherin), die jedoch noch nicht auf Deutsch erschienen ist. Auch Kajsa hat sich im Wald verlaufen, als sie das Lied singt.
Das Lied wurde auch auf der Beerdigung von Astrid Lindgren gespielt. Später wurde eine CD (Farväl Astrid : en minnesstund för Astrid Lindgren, Storkyrkan 2002) mit dieser Version des Liedes veröffentlicht.

## Veröffentlichung
In Schweden wurde die Geschichte unter dem Titel En jul i Småland för länge sen in dem Buch En jul när jag var liten (deutsch: Ein Weihnachten, als ich ein Kind war) veröffentlicht.  In diesem Buch berichteten mehrere bekannte Schriftsteller über ein persönliches Weihnachtserlebnis aus Kindertagen. Die Anthologie wurde von Harriet Alfons und Margot Henriksson zusammengestellt und 1993 von Rabén & Sjögren veröffentlicht. Das Werk enthielt neben der Geschichte von Astrid Lindgren Geschichten von bekannten Autoren wie: Viveca Lärn, Leon Garfield, Margareta Strömstedt, Stig Claesson, Björn Berg, Bengt Anderberg, Tove Jansson und Selma Lagerlöf.
Die Geschichte wurde ins Dänische (En jul i Småland for længe siden), Niederländische (Kerstmis in Zweden, lang geleden) und ins Russische (Рождество в Смоланде давние-предавние дни) übersetzt.
Deutschland
In Deutschland wurde die Geschichte 1996 in einem Buch mit dem Titel Weihnachten, als ich klein war veröffentlicht. Neben Astrid Lindgrens Geschichte wurden hier ebenfalls Weihnachtserlebnisse aus der Kindheit anderer Autoren wiedergegeben. Doch abgesehen von Astrid Lindgrens Geschichte wurden ausschließlich die Geschichten von Margareta Strömstedt, Bengt Anderberg und Viveca Lärn aus der schwedischen Originalversion übernommen. Die restlichen Geschichten aus dem schwedischen Original wurden weggelassen. Dafür kamen Geschichten von Autoren wie Erich Kästner oder Otfried Preußler hinzu. Außerdem wurde das Buch auch für sehbehinderte Menschen als DAISY-Hörbuch herausgebracht. Das Hörbuch ist 246 Minuten lang.
Unter dem Titel Wie wir in Småland Weihnachten feierten erschien die Geschichte im September 2021 auch als Bilderbuch. Illustriert wurde die Erzählung von Cecilia Heikkilä. Das Buch enthält 32 Seiten und 12 Abbildungen. Daneben wurde die Geschichte als Hörbuch veröffentlicht, gelesen von Ursula Illert. Auf der CD sind auch die Geschichten Weihnachten im Stall (gelesen von Gabriele Blum), sowie Guck mal, Madita, es schneit (gelesen von August Zirner) zu finden.

## Ausgaben
deutschsprachige Ausgaben
Erstveröffentlichung in einer Anthologie
- Astrid Lindgren (1996): Ein Weihnachten in Småland vor langer Zeit (En jul i Småland för länge sen) In: Angelika Kutsch (Hg.): Weihnachten, als ich klein war, Verlag Bertelsmann, Hamburg 1996, ISBN 978-3-7891-4006-8

Bilderbuch
- Astrid Lindgren (2021): Wie wir in Småland Weihnachten feierten  (En jul i Småland för länge sen). Oetinger, Hamburg 2021, ISBN 978-3-7512-0035-6

Hörbuch
- Astrid Lindgren (2021): Wie wir in Småland Weihnachten feierten  (En jul i Småland för länge sen). Gelesen von Ursula Illert, August Zirner & Gabriele Blum. Oetinger. Hamburg 2021. ISBN 978-3-8373-1192-1

weitere Ausgaben
- Astrid Lindgren (1992): En jul i Småland för länge sen In: Harriet Alfons & Margot Henrikson (Hg.): En jul när jag var liten, Rabén & Sjögren, Stockholm, ISBN 9129620597 (schwedische Originalausgabe)
- Astrid Lindgren (1993): En jul i Småland for længe siden In: Jul da jeg var lille, Gyldendal, Kopenhagen 1996, ISBN 8700159786 (dänische Ausgabe)
- Astrid Lindgren (2001): Рождество в Смоланде давние-предавние дни (Rozhdestvo v Smolande davniye-predavniye dni) In: Мы - на острове Сальткрока. Мадикен (My - na ostrove Sal'tkroka. Madiken), ISBN 5-352-00056-7 (russische Ausgabe)
- Astrid Lindgren (2015): Kerstmis in Zweden, lang geleden In: Sprookjes onder de kersenboom, ISBN 9789021674308 (niederländische Ausgabe)